# Så mycket bättre (säsong 4)
Så mycket bättre - säsong 4 var den fjärde säsongen av Så mycket bättre. Säsongen sändes liksom säsongen innan på TV4, och hade premiär 27 oktober 2013.
Medverkande var Agnes, Ulf Dageby, Lill Lindfors, Ebbot Lundberg, Bo Sundström, Titiyo och Ken Ring. Inspelningen som pågick under nio dagar startade den 8 juni 2013 på pensionatet Grå Gåsen beläget i Burgsvik på södra Gotland.

## Avsnitt
| Nr | Huvudperson    | Sändningsdatum   | Tittarsiffror |
| -- | -------------- | ---------------- | ------------- |
| 1  | Lill Lindfors  | 26 oktober 2013  | 1 894 000     |
| 2  | Bo Sundström   | 2 november 2013  | 1 601 000     |
| 3  | Ken Ring       | 9 november 2013  | 1 702 000     |
| 4  | Titiyo         | 16 november 2013 | 1 633 000     |
| 5  | Ulf Dageby     | 23 november 2013 | 1 602 000     |
| 6  | Agnes          | 30 november 2013 | 1 577 000     |
| 7  | Ebbot Lundberg | 7 december 2013  | 1 548 000     |
| 8  | Alla           | 14 december 2013 | 1 431 000     |
| 9  | Återträffen    | 25 december 2013 | 1 027 000     |

## Tolkningar
| - Bo Sundström - "Jag tycker inte om dig" - Agnes - "En så'n karl" - Ebbot Lundberg - "Fri som en vind" - Titiyo - "Blåjeans och stjärnljus" - Ken Ring - "Rus" - Ulf Dageby - "Du är den ende" Avslutningslåt: Ken Ring - "Rus". - Lill Lindfors - "Han är så söt" (tolkning av "Hon är så söt") - Agnes - "Allt ljus på mig" - Ken Ring - "Människor som ingen vill se" - Titiyo - "Vi kommer aldrig att dö" - Ulf Dageby - "Snart kommer natten" - Ebbot Lundberg - "Dansa på min grav" Avslutningslåt: Ulf Dageby - "Snart kommer natten". - Ulf Dageby - "Jag minns ljudet från igår" - Lill Lindfors - "Mamma" - Agnes - "Nu måste vi dra" - Bo Sundström - "Jag skriver för er" - Titiyo"' - "Själen av en vän" - Ebbot Lundberg - "Allanballan" Avslutningslåt: Ebbot Lundberg - "Allanballan". - Ebbot Lundberg - "Lovin' Out of Nothing" - Lill Lindfors - "Talade med månen" (originaltitel "Man in the Moon") - Ulf Dageby - "Kom igen nu" (originaltitel "Come Along") - Agnes - "Flowers" - Bo Sundström - "Sjungande sig till sömns" (originaltitel "Longing for Lullabies") - Ken Ring - "Hon sjunger" (originaltitel "This Is...") Avslutningslåt: Agnes - "Flowers". | - Bo Sundström - "Mr John Carlos" - Titiyo - "Men bara om min älskade väntar" - Ken Ring - "Barn" - Agnes - "Hanna från Arlöv" - Lill Lindfors - "En dag på sjön" - Ebbot Lundberg - "Barn av vår tid" Avslutningslåt: Titiyo - "Men bara om min älskade väntar". - Ulf Dageby - "On And On" - Lill Lindfors - "Just här just nu" (originaltitel "Right Here Right Now (My Heart Belongs to You)") - Ken Ring - "Du" (originaltitel "All I Want Is You") - Bo Sundström - "Ett tag till" (originaltitel "One Last Time") - Titiyo - "I Need You Now" - Ebbot Lundberg - "Release Me" Avslutningslåt: Bo Sundström - "Ett tag till". - Bo Sundström - "Allting går" (originaltitel "Nevermore") - Titiyo - "Sister Surround" - Ulf Dageby - "Babel On" - Ken Ring - "Leva här" (originaltitel "Fermament Vacation") - Lill Lindfors - "Pass Through Fear" - Agnes - "Instant Repeater '99" Avslutningslåt: Lill Lindfors - "Pass Through Fear". - Bo Sundström & Lill Lindfors - "Undantag" - Lill Lindfors & Ebbot Lundberg - "Musik ska byggas upp av glädje" - Ken Ring & Titiyo - "Stockholm city" - Titiyo & Ulf Dageby - "We vie" - Agnes Carlsson & Ken Ring - "Amazing" - Ebbot Lundberg & Agnes Carlsson - "You are the beginning" - Ulf Dageby & Bo Sundström - "Livet är en fest" |

## Listplaceringar
| Artist         | Låt                              | Topp-placering | Topp-placering | Topp-placering    |
| Artist         | Låt                              | DigiListan     | Svensktoppen   | Sverigetopplistan |
| -------------- | -------------------------------- | -------------- | -------------- | ----------------- |
| Agnes          | "Allt ljus på mig"               | 7              | —              | 49                |
| Agnes          | "En så'n karl"                   | 4              | 5              | 10                |
| Agnes          | "Flowers"                        | 11             | —              | —                 |
| Agnes          | "Hanna från Arlöv"               | 14             | —              | —                 |
| Agnes          | "Instant Repeater"               | 3              | —              | 46                |
| Agnes          | "Nu måste vi dra"                | 10             | —              | 45                |
| Bo Sundström   | "Ett tag till"                   | 18             | 6              | —                 |
| Bo Sundström   | "Sjungande sig till sömns"       | 29             | —              | —                 |
| Ebbot Lundberg | "Dansa på min grav"              | 58             | —              | —                 |
| Ken Ring       | "Människor som ingen vill se"    | 29             | —              | 31                |
| Ken Ring       | "Rus"                            | 28             | —              | —                 |
| Titiyo         | "I Need You Now"                 | 54             | —              | —                 |
| Titiyo         | "Men bara om min älskade väntar" | 21             | —              | —                 |
| Titiyo         | "Själen av en vän"               | 6              | —              | 20                |